# Wladislaw Igorewitsch Samko
Wladislaw Igorewitsch Samko (russisch Владислав Игоревич Самко; * 3. Januar 2002) ist ein russischer Fußballspieler.

## Karriere
Wladislaw Samko begann seine Karriere beim FK Krasnodar. Im August 2019 spielte er erstmals für die dritte Mannschaft Krasnodars in der Perwenstwo PFL. In der COVID-bedingt abgebrochenen Saison 2019/20 spielte er 15 Mal in der dritten Liga. In der Saison 2020/21 spielte er ausschließlich für die U-19-Mannschaft. Zur Saison 2021/22 rückte er in den Kader der zweiten Mannschaft und debütierte dann im Juli 2021 gegen Alanija Wladikawkas in der Perwenstwo FNL. 
Im März 2022 stand er erstmals im Kader der ersten Mannschaft. Im April 2022 gab er dann gegen Krylja Sowetow Samara sein Debüt in der Premjer-Liga. Bis Saisonende absolvierte er sechs Erstliga- und 26 Zweitligaspiele. In der Saison 2022/23 spielte er dreimal im Oberhaus und kam zu 28 Einsätzen für Krasnodar-2 in der FNL.
Zur Saison 2023/24 wechselte Samko zum Zweitligisten Rodina Moskau.